# Alice Kvist
Alice Dagmar Kvist, senare Swerin, född 5 september 1906 i Blidö församling i Stockholms län, död 7 mars 1990 i Cagnes-sur-Mer i Alpes-Maritimes i Frankrike, var en svensk målare.
Kvist studerade vid Barths och Skölds målarskolor i Stockholm. Efter studierna bosatte hon sig i Frankrike. Tillsammans med Sonja Katzin och Zenia Marcinkowska-Larsson ställde hon ut på Rålambshofs konstsalong 1948. Hennes konst består till stor del av franska landskapsmålningar.